# 克罗格阿斯珀
克罗格阿斯珀（德語：Krogaspe）是德国石勒苏益格－荷尔斯泰因州的一个市镇。总面积11.82平方公里，总人口443人，其中男性241人，女性202人（2011年12月31日），人口密度37人/平方公里。